# كأس التحدي الإسكتلندي 2015–16
كأس التحدي الإسكتلندي 2015–16 (بالإنجليزية: 2015–16 Scottish Challenge Cup)‏ هو الموسم 25 من كأس التحدي الإسكتلندي ‏. أقيم خلال الفترة 25 يوليو 2015 وحتى 10 أبريل 2016، وأشرف على تنظيمه الدوري الاسكتلندي للمحترفين لكرة القدم، وكان عدد الأندية المشاركة فيه 32، وفاز فيه نادي رينجرز.